# Leopold Müller (Sänger)

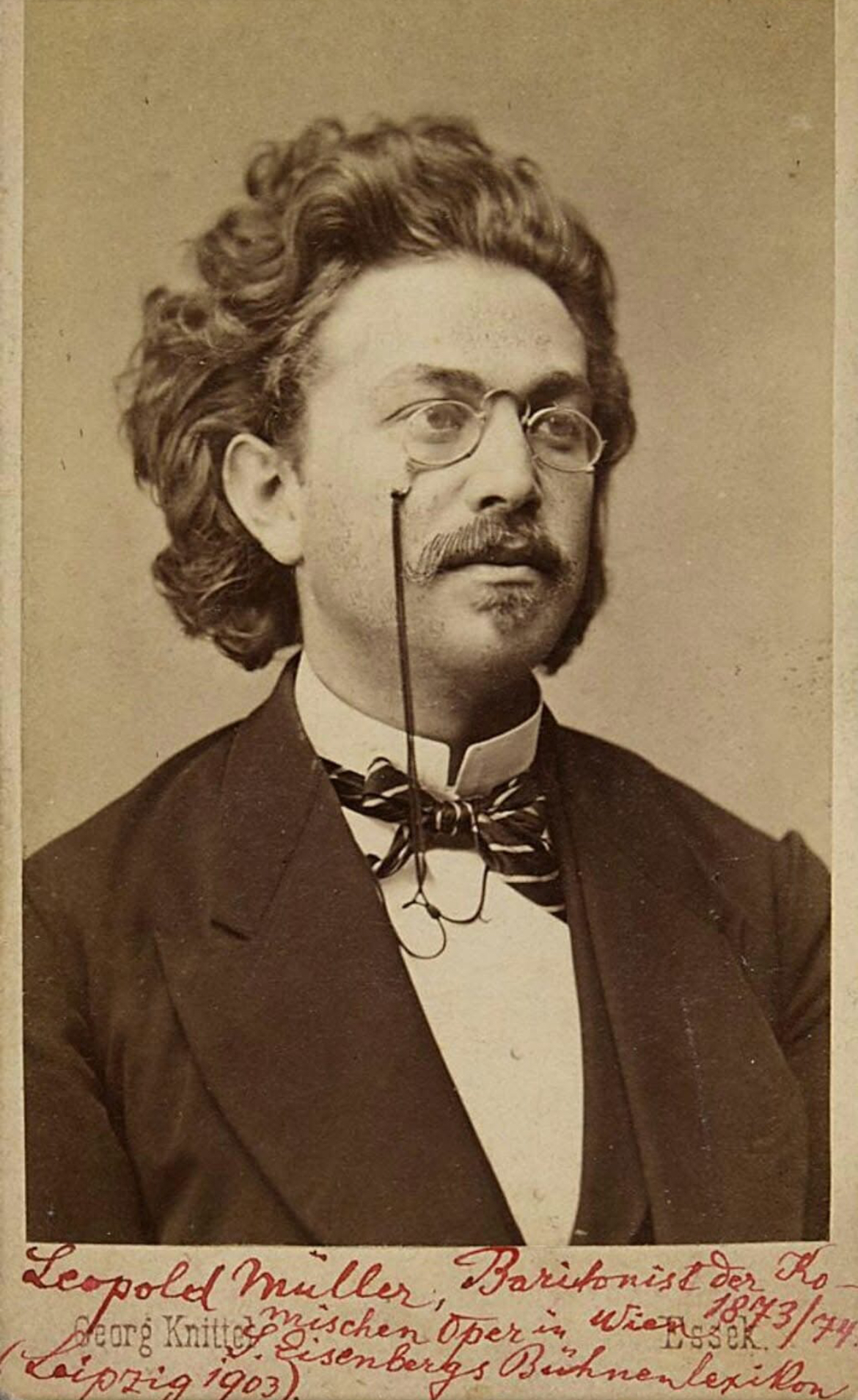
Leopold Müller

Leopold Müller (* 5. September 1848 in Neuleiningen; † 25. Mai 1912 in Wien) war ein deutscher Bariton und Theaterintendant.

## Biografie
Leopold Müller wurde als Sohn eines gleichnamigen Müllers sowie seiner Ehefrau Henriette geb. Liebmann, in Neuleiningen, Rheinpfalz geboren. Die Familie war jüdischer Religion und lebte später in Speyer, wo der Vater einen Mehlhandel betrieb.
Müller begann ein Mathematikstudium an der Universität Würzburg, ließ sich aber bald musikalisch ausbilden und debütierte 1868 als Carlos, in der Oper Ernani, am Würzburger Stadttheater. Von dort wechselte er 1871 ans Hoftheater Weimar, wo Franz Liszt auf ihn aufmerksam wurde, ihn als Bariton schätzte und von da an oft zur Mitwirkung bei großen Konzerten empfahl. 1873/74 wirkte Leopold Müller an der Komischen Oper in Wien und 1874–1877 als 1. Bariton am Salzburger Landestheater, das er 1878–1886 auch als Direktor leitete.
1886–1888 führte Müller in Wien eine Theateragentur. 1889–1896 wurde er Direktionssekretär des Deutschen Volkstheaters, ab 1897 war er am Carltheater tätig, dessen Leitung er 1900 übernahm. Nach einer Direktionsstelle am Berliner Nationaltheater und am Ischler Kurtheater  gründete Leopold Müller 1908 das Wiener Johann Strauß-Theater. Hier arbeitete er u. a. mit Franz Lehar, dessen Operette Das Fürstenkind dort 1909 uraufgeführt wurde.
Müller starb 1912, das Theater führte sein Sohn Erich (1879–1964) weiter. Dort fand im Todesjahr des Gründers die Uraufführung des Zigeunerprimas von Emmerich Kálmán  statt.
Ein weiterer Sohn Leopold Müllers war der Sportjournalist Erwin Müller (1879–1950).